# جایزه دیتمار
جایزه دیتمار (Ditmar Award) از سال ۱۹۶۹ توسط «مجمع ملی علمی-تخیلی استرالیا» (Natcon) اهدا می‌شود. این جایزه هم‌طراز جایزه هوگو به شمار می‌رود با این تفاوت که بر خلاف آن بیشتر جنبه ملی دارد تا بین‌المللی.